# Gonystylus stenosepalus
Gonystylus stenosepalus là một loài thực vật thuộc họ Thymelaeaceae. Đây là loài đặc hữu của Malaysia.